# Lasserre (Ariège)
Lasserre (Okzitanisch: La Sèrra) ist eine französische Gemeinde mit 252 Einwohnern (Stand: 1. Januar 2022) im Département Ariège in der Region Okzitanien; sie gehört zum Arrondissement Saint-Girons, zum Gemeindeverband Couserans-Pyrénées und zum Kanton Portes du Couserans. Die Einwohner werden Lasserrois/Lasserroises genannt.
Der berühmte Mathematiker Alexander Grothendieck verbrachte hier seine letzten Lebensjahre.

## Geografie
Lasserre liegt rund 64 Kilometer südsüdwestlich der Stadt Toulouse im Westen des Départements Ariège. Die Gemeinde besteht aus dem Dorf Lasserre und dem mit ihm zusammengewachsenen Weiler Peyroutets, mehreren anderen Weilern, Streusiedlungen sowie Einzelgehöften. Der Fluss Lens entspringt westlich des Dorfes und durchquert die Gemeinde in westlicher Richtung. Lasserre liegt innerhalb des Regionalen Naturparks Pyrénées Ariégeoises in den Kleinen Pyrenäen (frz. Petites Pyrenées). Weite Teile der Gemeinde sind bewaldet. Verkehrstechnisch liegt die Gemeinde fernab von überregionalen Verkehrsverbindungen.
Umgeben wird Lasserre von den Nachbargemeinden Sainte-Croix-Volvestre im Norden, Mérigon im Nordosten, Montardit im Osten und Südosten, Gajan und Barjac im Südwesten sowie Tourtouse im Westen.

## Geschichte
Die Gemeinde entstand im Jahr 1888 aus Teilen der Gemeinden Montardit und Tourtouse. Lasserre lag von 1888 bis 2015 innerhalb des Kantons Sainte-Croix-Volvestre. Die Gemeinde ist seit 1888 dem Arrondissement Saint-Girons zugeteilt.

## Bevölkerungsentwicklung
| Jahr                       | 1962 | 1968 | 1975 | 1982 | 1990 | 1999 | 2007 | 2019 |
| Einwohner                  | 240  | 238  | 196  | 173  | 162  | 169  | 185  | 251  |
| Quellen: Cassini und INSEE |      |      |      |      |      |      |      |      |

## Sehenswürdigkeiten

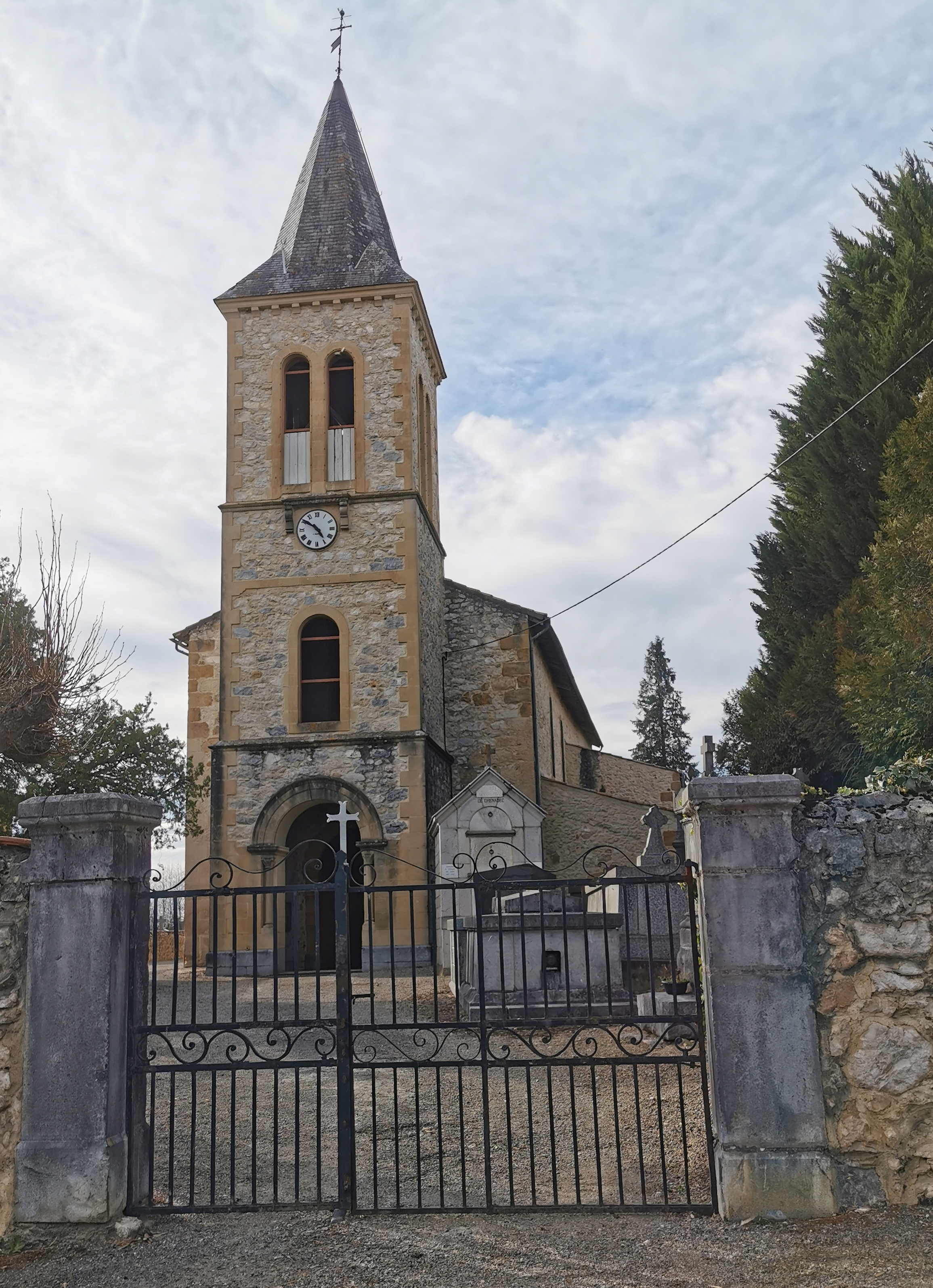
Kirche Saint-Martin

- Kirche Saint-Martin (auch Église de l’Assomption de la Vierge genannt)
- Friedhof der Kirchengemeinde Saint-Martin mit der letzten Ruhestätte des Mathematikers Alexander Grothendieck.
- Denkmal für die Gefallenen[3]
- mehrere Wegkreuze